# 刷毛

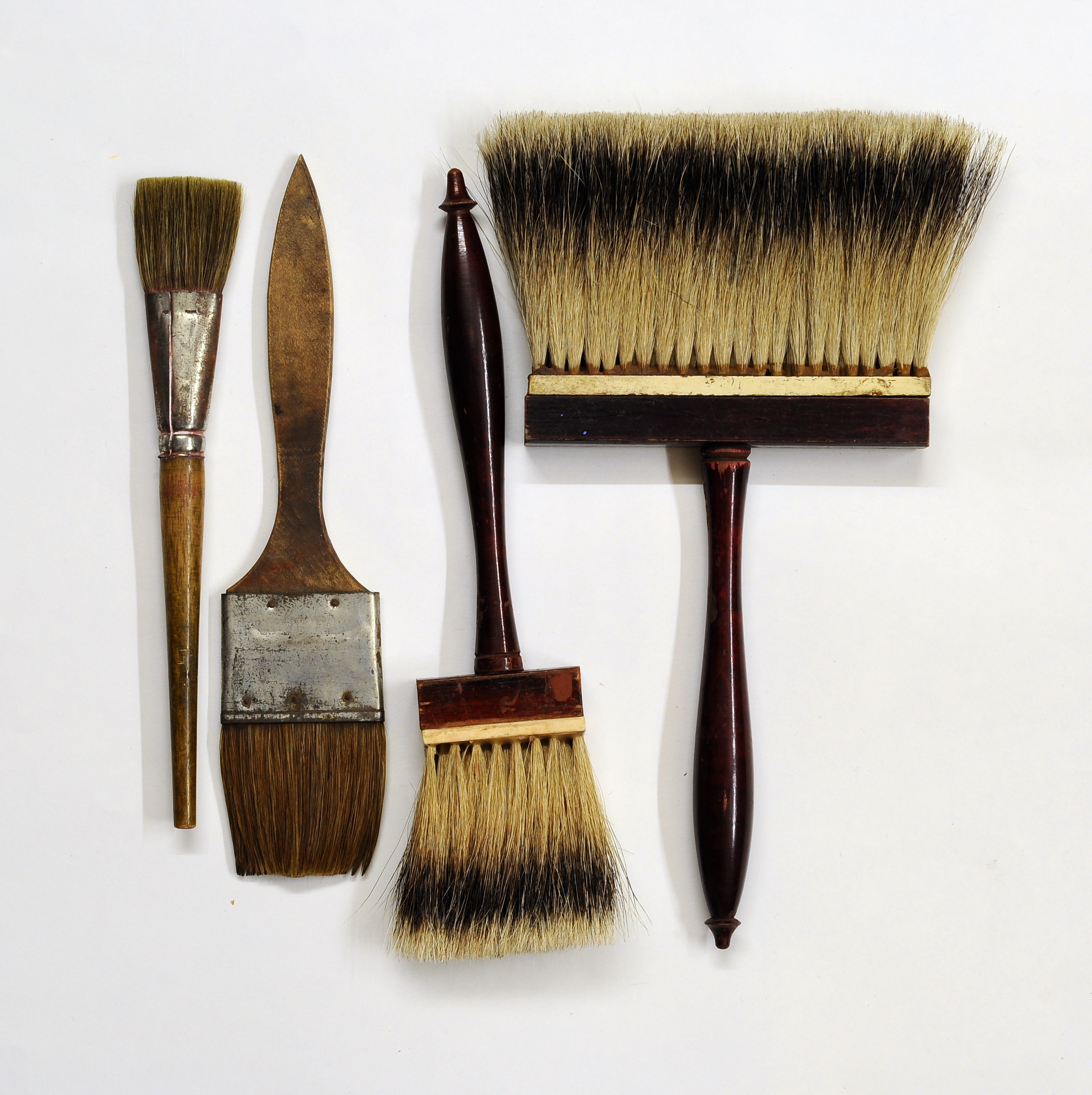
さまざまな刷毛

刷毛（はけ）とは、木やプラスチックなどでできた柄の先端に多数の毛を取り付けた道具。漢字では「刷子」とも書かれる（ただし、「刷子」は「ブラシ」とも読まれる）。

## 概要
刷毛は液体のものを塗ったり細かいごみを払ったりするのに用いられる。
毛を二枚の木片で挟んだ形状のものが多いが、筆と類似した形状のものもある。材料の毛は、豚や山羊、馬などの獣毛が多い。溶剤による環境問題への対策から塗料の水性化が進んでおり合成樹脂製のものも多くなっている。なお、竹製の竹刷毛もある。

## 種類

### 和刷毛と洋刷毛
刷毛は和刷毛と洋刷毛に大別される。
和刷毛は中国から伝来し日本で改良されたものである。日本で伝統的に用いられてきた画刷毛、糊刷毛、張物刷毛、漆刷毛などが和刷毛にあたる。
- 絵刷毛 - 日本画の絵刷毛は羊毛を使用し、幅は5分幅から6寸幅までの種類がある[2]。
- 礬水刷毛 - 礬水引きをする際に使用する。
- 金泥刷毛 - 金泥・銀泥などを均一に塗るための刷毛。
- 唐刷毛 - 絵具をぼかすときなどに、乾いたまま使用する[3]。

洋刷毛は油性塗料（ペンキ）を塗るために西洋で使われてきた刷毛で日本には江戸時代末期に伝来した。

### 用途による分類
用途に合わせた多様な刷毛があり刷毛の種類は約1,200～1,300種類といわれている。陶芸に用いられる釉はがし刷毛、表具・製本の際に糊を塗るための糊刷毛、紙製品の貼り付けの際に空気を取り除く撫で刷毛などがある。

#### 塗装用の刷毛
約1,200～1,300種類ある刷毛の種類のうち約1,000種類は塗装用である。
- ニス刷毛
- 目地刷毛
- ダメ込み
- スミ切り

#### 塗装用以外の刷毛
- 清掃用具 - 塵や埃を取り除くための道具として用いられる。掃除刷毛、ダスターともいう。
- 調理器具 - お好み焼きやたこ焼きなどの調理の際にタレや醤油などを塗る器具として用いられる。タレ刷毛。

## 産地
日本では大阪が主産地だったが、大正時代に山崎政三郎が愛知県海部郡甚目寺町（現あま市）に刷毛生産を持ち帰り1970年から日本一の生産量となっている。